# Потапници
Потапниците (Aythya) са род птици от семейство Патицови (Anatidae), разред Гъскоподобни (Anseriformes), със средни размери и плътно набито телосложение. Тежи между 300 и 1500 гр. Често пъти имат изразен полов диморфизъм. Плуват и се гмуркат добре, като се задържа под водата до около минута. Повечето видове не са добри летци

## Разпространение
Сравнително широко разпространени в Европа, Азия, Африка, Северна Америка, Южна Америка. В България се срещат следните 4 вида: Кафявоглавата, Качулатата, Планинската и Белооката потапница.
Обитават най-често сладководни езера, блата или бавно течащи реки, гъсто обрасли с водна растителност. Често срещани са в делтите на големи реки.

## Начин на живот и хранене
Храни се предимно с животинска храна: дребни мекотели, личинки на насекоми, ракообразни, дребна риба. Търсят храната си обикновено на дълбочина няколко метра, но някои видове се гмуркат и до 20 m.

## Размножаване
Повечето видове са моногамни. Гнездото си построява най-често в непосредствена близост до водата. Снася от 3 до 20 сравнително едри яйца. Най-често мъти само женската. Малките се излюпват достатъчно развити за да могат да се придвижват и хранят самостоятелно.

## Допълнителни сведения
Качулатата потапница е ловен обект на територията на България.

## Списък на видовете
В рода има 12 описани вида потапници:
- Aythya affinis (Eyton, 1838)
- Американска потапница (Aythya americana) (Eyton, 1838)
- Aythya australis (Eyton, 1838)
- Aythya baeri (Radde, 1863)
- Пръстенчатоклюна потапница (Aythya collaris) (Donovan, 1809)
- Кафявоглава потапница (Aythya ferina) (Linnaeus, 1758)
- Качулата потапница (Aythya fuligula) (Linnaeus, 1758)
- Мадагаскарска кафявоглава потапница (Aythya innotata) (Salvadori, 1894)
- Планинска потапница (Aythya marila) (Linnaeus, 1761)
- Aythya novaeseelandiae (J.F. Gmelin, 1789)
- Белоока потапница (Aythya nyroca) (Guldenstadt, 1770)
- Aythya valisineria (Wilson, 1814)